# Alain Gesgon
Alain Gesgon, né le 28 octobre 1939 à Sancerre et mort le 1er juillet 2024 à Paris, est le fondateur et président du CIRIP (Centre international de recherche sur l'imagerie politique) dont la mission est de sauvegarder la mémoire murale d'expression politique et sociale de l'Histoire de la France, de l'Europe et du Monde. Durant plus de 60 ans, Alain Gesgon a constitué un fonds exceptionnel de plus de 200 000 affiches originales dont la plus ancienne remonte à 1386.
Le fonds a été classé en Archives Historiques par arrêté du ministère de la Culture le 27 janvier 2021. À ce fonds s'ajoutent les jouets d'histoire, les étoffes et tous les substituts de propagandes, de l'Ancien Régime à nos jours, qui illustrent la vie quotidienne. Une photothèque et une bibliothèque complètent ce fonds.

## Biographie
Son père Marcel Gesgon, artisan fourreur, et sa mère Jeanne Fontaine vivent à Paris en 1939 lorsque la guerre éclate. Cette dernière prend la route de l'exode[réf. souhaitée] et se réfugie à Sancerre dans le Berry, où Alain Gesgon naît le 28 octobre 1939, rue du Pavé Noir.
Son enfance est marquée par des images et des sensations liées à la Résistance française. Il explique : « Ces images, ces bruits et ces faits qui marqueront de leurs emprunts l’éveil de mes premiers sens, seront liés dans leur graphisme, leur couleur et leur contexte, à la Résistance, au danger, à l’interdit… des fondements de l’affiche de rue comme je le découvrirais plus tard ». Il est marqué par son oncle, Bernard Fontaine, qui participe à la Résistance armée. Enfant, il découvre les tracts du « Courrier de l'air » qui suscitent fascination et sentiment d'interdit, en raison du danger que représente leur simple possession en contexte d'occupation. Un jour, lui et sa mère croisent une patrouille allemande alors qu'il arbore un petit brassard tricolore confectionné par sa mère. Celle-ci le lui arrache. Il devient fasciné par « le graphisme lié au danger ». Quelques mois plus tard, il est marqué par les obsèques du patriote de 20 ans Joseph Laroche, torturé à mort à la Kommandantur de Bourges et enterré au cimetière de Sancerre.[réf. souhaitée]
À la Libération, son père Marcel, déjà photographe averti, photographie en couleur le général De Gaulle descendant les Champs-Élysées avec la division Leclerc.
Par la suite, Alain Gesgon s’oriente vers le métier de la banque et intègre une grande banque française de 1957 à 1967. Il effectue son service militaire durant 27 mois en Algérie de 1959 à 1962. La création de comités de grève par les soldats s’opposant au putsch des généraux en avril 1961 lui donne l’occasion de commencer ses premières photos de graffitis d’expression politique murale d’opinion. Les événements de mai 1968 avec leur créativité graphique au style dépouillé seront le déclencheur de ce qui occupera la suite de son existence : la préservation de la mémoire murale.
Le 12 mai 2021, La Ministre de la Culture Roselyne Bachelot décerne à Alain Gesgon le grade de Commandeur de l’ordre des Arts et des Lettres.
Alain Gesgon meurt le 1er juillet 2024 à Paris à l'âge de 84 ans.
Le spécialiste de l'analyse des images Laurent Gervereau considère qu'en ce qui concerne les affiches politiques, Alain Gesgon est « le plus grand collectionneur privé français dans ce domaine ».

### Création du CIRIP
À partir de 1968[réf. souhaitée], Alain Gesgon commence à élargir sa recherche sur les époques précédentes, en France et à l’étranger. L’affiche lui apparaît comme le meilleur moyen de retracer toute l’histoire du monde dans tous ses soubresauts. Il décrit l’affiche politique et sociale comme « le plus ancien média de l’aventure humaine ». À cette recherche sur l'affiche, il ajoute rapidement les étoffes, les jouets, les substituts de propagande qui représentent les éléments importants de la diffusion de la pensée politique.
Il commence un long cycle d’expositions et de conférences dès 1974.
- En juin 1980, il crée une grande exposition pour la RATP (150 panneaux couleur), dans la salle d’échange du R.E.R. à Châtelet-les-Halles.[réf. souhaitée]
- En 1982, il fonde le Centre International de Recherche sur l’Imagerie Politique (CIRIP), qui devient propriétaire du fonds[1].
- La première exposition du CIRIP (janvier-février 1984) intitulée « La Mémoire Murale Politique des Français » à la Conciergerie, inaugurée par le gouvernement, bat des records de fréquentation avec plus de 60 000 visiteurs et près de 500 affiches originales présentées.
- En 1985, l'exposition « Les Affiches de Paix » à l’Hôtel Méridien est inaugurée par le Premier Ministre Laurent Fabius. La même année, le CIRIP crée l'exposition « La Muraille des Droits de l’Homme » à la Galerie Mazarine de la Bibliothèque Nationale.
- En septembre 1989, le CIRIP organise l'exposition « La Rue de la Liberté » à l’Hôtel de Ville de Lille. Le projet lauréat du Concours international « Inventer 89 », inauguré par Pierre Mauroy. L’ancien Premier ministre organise pour la clôture de l’exposition en compagnie d’anciens résistants et chercheurs. L’Exposition, dans une rue reconstituée et dessinée par Alain Gesgon, contenait 250 affiches de la Liberté et une soixantaine d’étoffes de la Liberté, depuis 1789.
- En 1989, à l'occasion du bicentenaire de la Révolution française, le CIRIP expose « Les Affiches de la Révolution Française », place Saint-Sulpice à Paris, exposée sur les grilles de l’annexe du Ministère des Finances.
- En 1990, l'exposition « De Gaulle sur les Murs de France » est inaugurée le 18 juin par Jacques Chirac, Maire de Paris, dans la salle des fêtes de la Mairie du Ve arrondissement de Paris[11].
- En 1992, l'exposition inaugurale du Ministère des Finances à Bercy est organisée par le CIRIP et nommée « L’impôt sur les Murs de France ». Elle est inaugurée au printemps par le Ministre Michel Charasse.
- En septembre 1995, le CIRIP tient l'exposition centrale de la Fête de l’Humanité « Le Mouvement Ouvrier sur les murs de France » au Parc de la Courneuve, exposant 300 affiches allant du XVIIIe siècle à nos jours, accueillant jusqu'à 100 000 visiteurs.[réf. souhaitée]
- En juin 1996, c'est l'exposition « Le Monde du Travail en Affiches » au Palais Iéna, Paris, à l’occasion du 50e anniversaire du Conseil Économique et Social, inaugurée par Jean Mattéoli.
- Au printemps 1996 a lieu l'exposition « Sur les Murs de la Commune » à Mairie du XXe arrondissement de Paris.
- En 1997, l'exposition « L’Habitat s’affiche » est en itinérance à travers la France, réalisée pour la Fédération Française des Coopérative H.L.M.[réf. souhaitée]
- En 2000, l'exposition « Jeanne Fontaine, Reine de Sancerre ou les Affiches de l’Histoire de France », en hommage à la mère d'Alain Gesgon, est inaugurée par le Président de la Région Centre Alain Rafesthain, et choisie par France 3 Orléans pour représenter les Expositions du Centre de la France, lors des Journées du Patrimoine.
- Entre 2006 et 2007, l'exposition « La Laïcité sur les Murs de France » est présentée dans chaque département par la Fédération Française des MJC[12].
- En 2015 a lieu l'exposition « Les Affiches de l’Histoire du Monde » au Centre Pompidou à Paris. Elles donnent lieu à deux conférences[13] d'Alain Gesgon[14].
- Entre le 12 octobre et 4 novembre 2017, l'exposition « Sur les murs du Fil rouge d’octobre » à l'espace Niemeyer, siège du PC, présente des affiches jusqu'ici inconnues de la Révolution russe.
- En 2018, l'exposition « Mai 68 vu par Alain Gesgon » au Centre Pompidou, puis « Mai 68 sur les Murs de France » à la Salle Niemeyer rendent hommage à la vigueur et la créativité de l'affichage en mai 68[15].

## Publications

### Livres
- Sur les Murs de France, deux siècles d’Affiches Politiques, 1979.  (ISBN 9791036919961)[16].
- Affiches Socialistes, 1982, préface de Claude Manceron.  (ISBN 9782865120192)
- Affiches de Paix, 1985, préface de Pierre Mauroy, édité par la Fédération Mondiale des Cités Unies.  (ISBN 9782919643011)
- La Laïcité sur les Murs de France, 2006.  (ISBN 9782914931076)
- Mai 68, 2018.  (ISBN 9782490530045)

### Albums de cartes postales
- Les Affiches de la Révolution française et du Souvenir, 1989
- De Gaulle sur les Murs de France, 1990
- La Fin des Halles, 1991
- Les Affiches et les Cris de la Liberté, 1994

### Albums de diapositives
- Le Parti Socialiste sur les Murs de France, 1981
- Le Parti Communiste sur les Murs de France, 1982

### Catalogues d'exposition
- La Mémoire Murale Politique des Français de la Renaissance à nos jours, préface de René Rémond - Exposition à La Conciergerie, avec deux catalogues : “ Paris ” et “ L’Itinérance à travers la France ”
- Les affiches de Paix, 1985
- La Muraille des Droits de l’Homme, 1985
- Rue de la Liberté, 1989
- De Gaulle sur les Murs de France, 1990
- L’impôt sur les Murs de France, 1992, préface de Michel Charasse
- Le Mouvement Ouvrier sur les Murs de France, 1994
- Le Monde du Travail en Affiches, 1996
- L’Habitat s’affiche, 1997
- Alain Gesgon (préf. Pierre Laurent), Sur les murs du fil rouge d’Octobre (1917-2017), Paris, Deixis, 2017, 112 p.[17],[18].